# City of Tenino
Tenino, formalment City of Tenino, és una ciutat al comtat de Thurston a l'Estat de Washington. En el cens del 2000 tenia 1.447 habitants. Els primers habitants blancs hi van arribar el 1851, atrets per una febre de l'or. La línia ferroviària Northern Pacific hi va obrir una estació el 1872. A mitjans del segle xx, era conegut pel negoci de la fusta, les mines i la seva moneda de fusta. Durant la Gran Depressió de 1929, va adoptar la iniciativa d'imprimir i utilitzar la seva pròpia moneda.

## Etimologia
Segons l'historiador local Richard A. Edwards, el nom "Tenino" era usat per un vaixell de vapor de la Oregon Steam Navigation Company (OSN) als rius Columbia i Snake. L'empresa havia transportat un comitè de la Northern Pacific a principis d'octubre de 1872 abans de la fundació de la ciutat; la Northern Pacific també havia adquirit la participació majoritària a l'OSN a principis d'aquell any.
El 12 d'octubre de 1872, en una reunió a Portland, Oregon, poc després del seu viatge pel riu Columbia, John C. Ainsworth i altres oficials de l'OSN presentaren en una reunió els seus interessos. El president Cass proposà una resolució que també temporalment s'anomenaria "Tenino" a la terminal nord prop de l'estació de Hodgden. Com es publicà al mes següent a The Washington Standard, aquesta connexió permetia viatjar des del "vell Tenino " (el vapor de l'OSN que tenia el rècord de viatjar més a l'est pel riu Snake) fins al "nou poble" de Tenino, que era l'actual extrem nord-oest del ferrocarril.
A principis de 1873 la Northern Pacific Railroad i el granger local Stephen Hodgden presentaren plans al comtat de Thurston per establir la ciutat de Tenino. A finals del 1873 el suport financer del ferrocarril entrà en crisi financera i les accions a l'OSN es van vendre per a sufragar deutes, posant fi a la connexió directa del ferrocarril amb el vaixell de vapor Tenino. El vaixell de vapor Tenino va rebre el nom dels nadius teninos que vivien prop de The Dalles a Oregon i els descendents dels quals ara formen part de les Tribus Confederades de Warm Springs .
El nom també apareix informalment com a "T-9-O" (pronunciat en anglès /tinainou/), una variació abreujada usada ja el 1873.

## Demografia
Segons el cens del 2000, Tenino tenia 1.447 habitants, 575 habitatges, i 396 famílies. La densitat de població era de 665,1 habitants per km².
Dels 575 habitatges en un 37,7% hi vivien nens de menys de 18 anys, en un 48,7% hi vivien parelles casades, en un 15,7% dones solteres, i en un 31% no eren unitats familiars. En el 27,3% dels habitatges hi vivien persones soles el 13,6% de les quals corresponia a persones de 65 anys o més que vivien soles. El nombre mitjà de persones vivint en cada habitatge era de 2,52 i el nombre mitjà de persones que vivien en cada família era de 3,01.
Per edats la població es repartia de la següent manera: un 29,8% tenia menys de 18 anys, un 7,6% entre 18 i 24, un 29,4% entre 25 i 44, un 18,9% de 45 a 60 i un 14,3% 65 anys o més.
L'edat mediana era de 34 anys. Per cada 100 dones de 18 o més anys hi havia 89,2 homes.
La renda mediana per habitatge era de 34.526 $ i la renda mediana per família de 41.208 $. Els homes tenien una renda mediana de 31.058 $ mentre que les dones 25.972 $. La renda per capita de la població era de 18.244 $. Aproximadament el 5% de les famílies i el 9,1% de la població estaven per davall del llindar de pobresa.

## Poblacions properes
El següent diagrama mostra les poblacions més properes.